# Feuerwehr Magdeburg

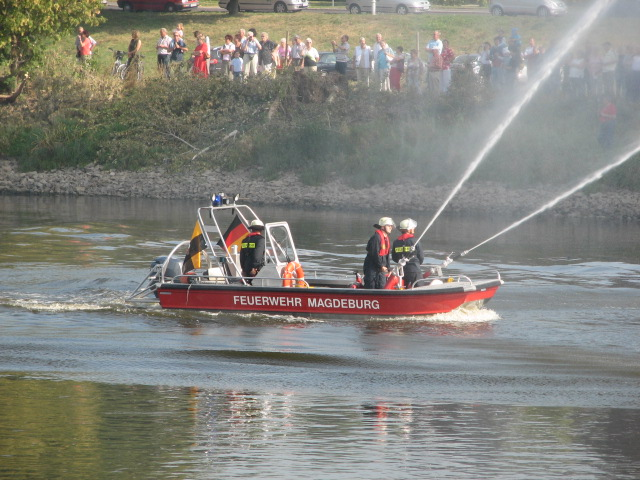
Löschboot der Feuerwehr Magdeburg

Die Feuerwehr Magdeburg ist dem Amt für Brand- und Katastrophenschutz, der Landeshauptstadt Magdeburg, Sachsen-Anhalt, zugeordnet. Sie wurde am 1. Juli 1874 gegründet und umfasst die Fachbereiche der Feuerwehr, des Zivil- und Katastrophenschutzes und des Rettungsdienstes.
Der Bereich Feuerwehr unterteilt sich in die Berufsfeuerwehr (BF) mit zwei Standorten, die Freiwillige Feuerwehr (FF) mit zehn Standorten und in die Werkfeuerwehr der Firma Enercon.
Außerdem verfügt der Flugplatz Magdeburg über eine Betriebsfeuerwehr.
Der Kriseninterventionsdienst der Berufsfeuerwehr beinhaltet zudem eine aktive Notfallseelsorge.

## Geschichte

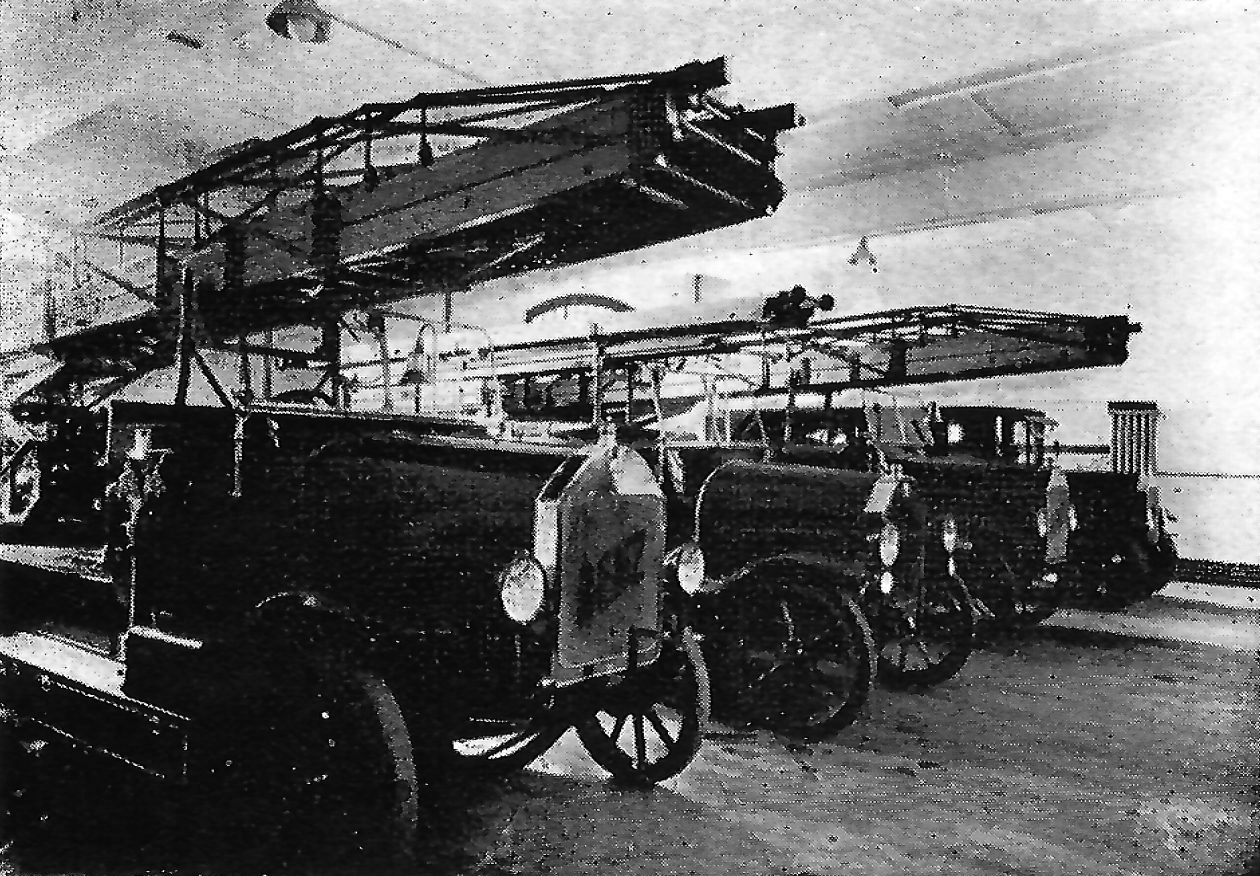
Fahrzeughalle der Feuerwache I in den 1920er Jahren

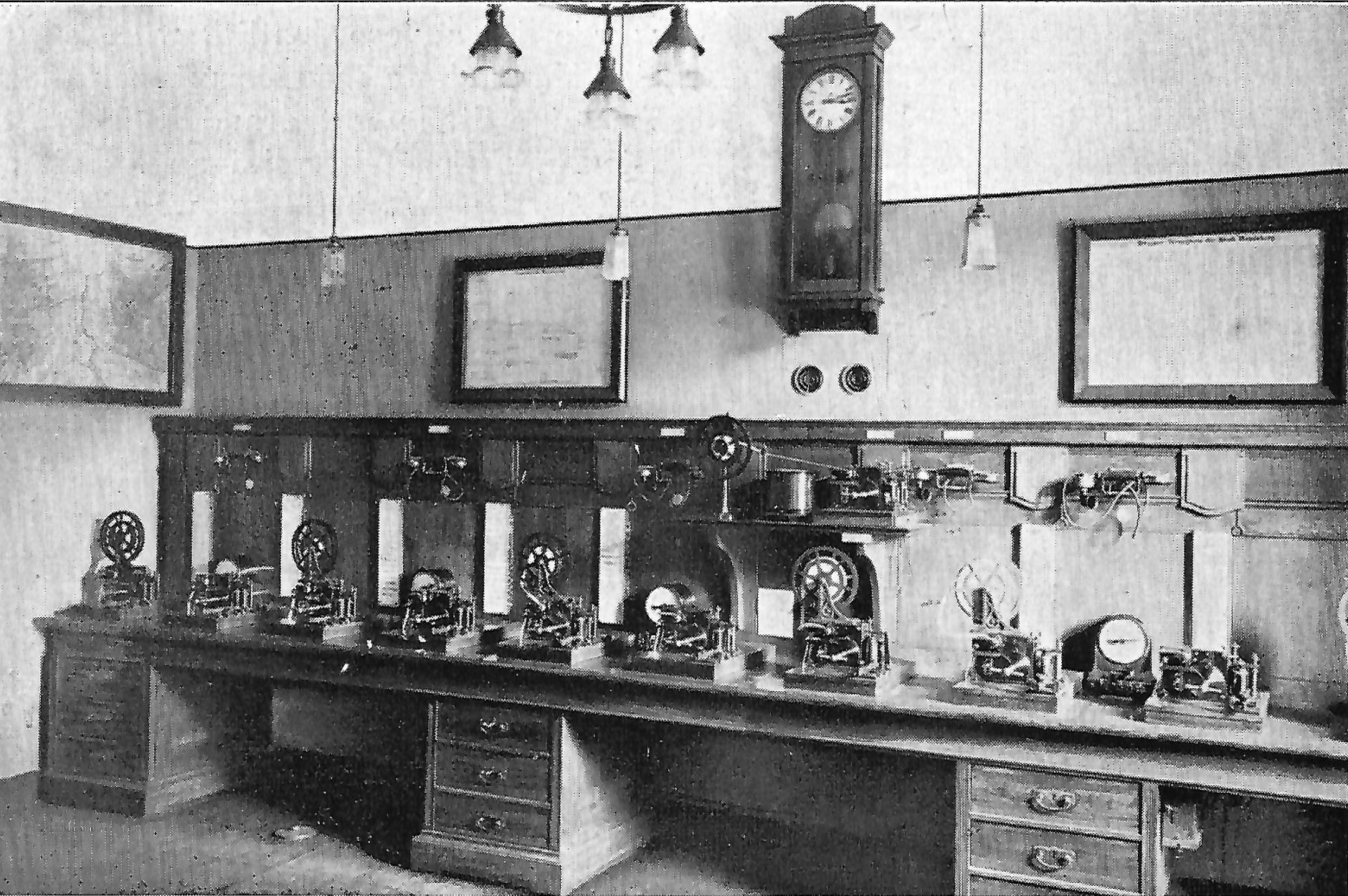
Apparatetisch der Telegrafie

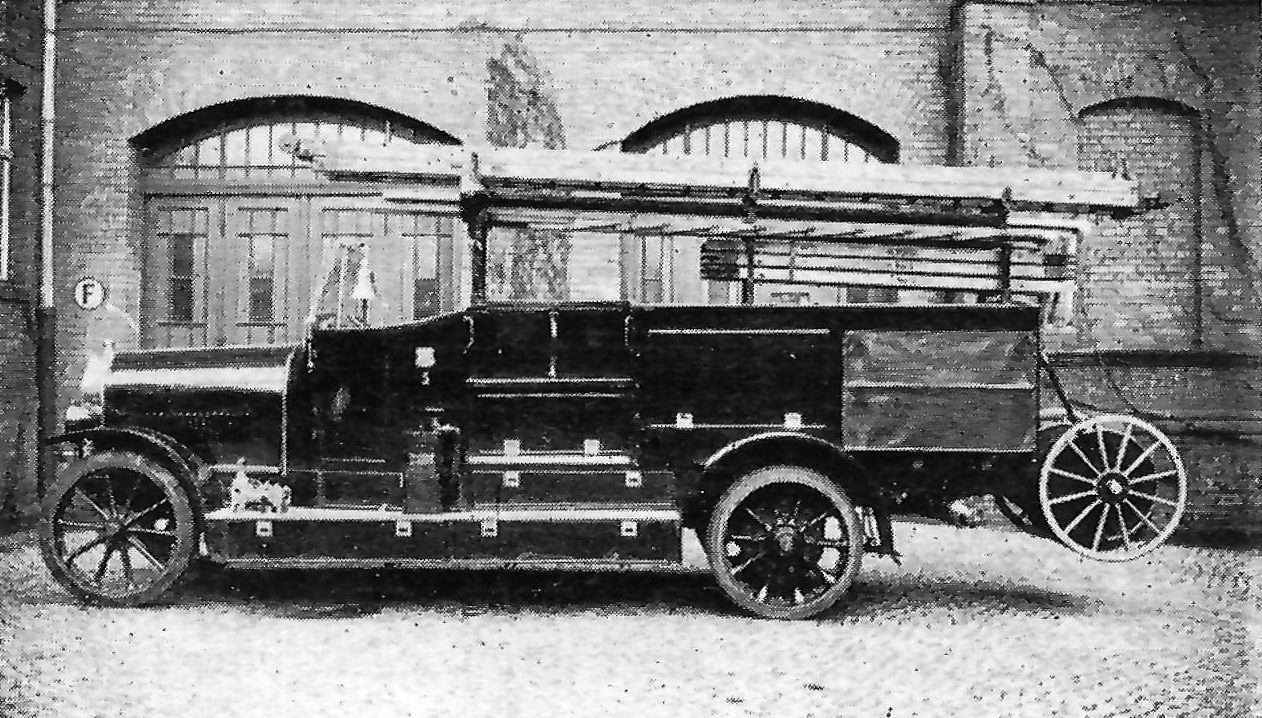
Motorspritze

In den Jahren 1864 und 1865 kam es in Magdeburg zu mehreren Großbränden, welche die städtischen Behörden dazu veranlassten, am 1. April 1865 eine Permanente Feuerwehr einzurichten. Diese ging aus der seit dem 1. Januar 1856 bestehenden Nachtfeuerwache, welche in den Kolonnaden des Alten Rathauses untergebracht war. Diese Wehrstelle hielt noch vor der Gründung der Berufsfeuerwehr im Jahr 1874 rund um die Uhr eine Löschbereitschaft vor. Weiterhin bestand neben der permanenten Feuerwehr die sogenannte Allgemeine Feuerwehr. Diese bestand aus den 5 Handwerkerkompagnien der Altstadt, den besonderen Feuerwehrkorps auf dem Werder und in Sudenburg sowie den freiwilligen Turnerfeuerwehren. In den ersten Jahren erfolgte die Alarmierung der Kräfte durch die Türmer der St.-Johannis-Kirche mittels der Sturmglocken. Zur Orientierung wurde bei Tag eine rote Fahne und bei Nacht eine rote Laterne herausgehalten, die den Einsatzkräften die Richtung zum Brand wies. Im Jahr 1867 erfolgte die Eingemeindung von Sudenburg, mitsamt ihrer Feuerwehr.
Zur Gründung der Berufsfeuerwehr kam es im Jahr 1874. In den Folgejahren wurden zur Verstärkung der noch personell schwachen Berufsfeuerwehr weiterhin die Einsatzkräfte der Allgemeinen Feuerwehr bei Großbränden eingesetzt. Nach dem personellen und technischen Ausbau der Berufsfeuerwehr wurden die Einsatzkräfte der Allgemeinen Feuerwehr zu immer weniger Einsätzen gerufen. Ab 1877 lösten sich zuerst die Turnerfeuerwehren, welche keine Entschädigungen für den entgangenen Verdienst erhielten, auf. Es folgte die Auflösung der Freiwilligen Feuerwehr Werder zum 1. Mai 1880.
Bei der Eingemeindung der Neustadt im Jahr 1886 wurde die dortige Feuerwehr mitsamt der vorhandenen Technik in den Bestand der städtischen Feuerwehren übernommen. Vor der Eingemeindung war auf Grund der wachsenden Einwohnerzahl von Neustadt noch Überlegungen angestellt wurden, eine eigene Berufsfeuerwehr einzurichten. Durch die bevorstehende Eingemeindung wurde darauf jedoch verzichtet. Stattdessen wurde ab dem 1. April 1886 eine Wache der Berufsfeuerwehr Magdeburg am Nikolaiplatz eingerichtet. Die Freiwillige Feuerwehr Buckau löste sich mit der Eingemeindung im Jahr 1887 auf, die wahrscheinlich auf der Grundlage der am 15. Mai 1880 in Kraft getretenen Polizei-Verordnung zur Regelung des Feuerpolizei- und Feuerlöschwesens in der Stadt Buckau gegründet worden war.
Die Übernahme von anderen Feuerwehren führte zu technischen Problemen, da die vorhandenen Schlauchsysteme nicht miteinander kuppelbar waren. Daher wurden mit der Zeit die verschiedenen Schlauchsysteme durch das Polte-Stolz-System ersetzt, entwickelt vom ehemaligen Branddirektor Stolz der Berufsfeuerwehr Magdeburg. Ab 1894 kam es zur Auflösung des städtischen Nachtwachenkorps. Im Jahr 1905 erfolgte dann die Umstellung auf das bis heute genutzte System der Storz-Kupplungen. In den Folgejahren erfolgten weitere Eingemeindungen, Rothensee 1908, Cracau, Prester, Fermersleben, Salbke, Westerhüsen und Lemsdorf alle 1910. Die dort ansässigen Pflicht- und Freiwilligen Feuerwehren wurden als Vorortfeuerwehren übernommen und der Berufsfeuerwehr unterstellt. Die Berufsfeuerwehr kam in den ersten Jahren in diesen Stadtteilen nur zum Einsatz, wenn die dortigen Kräfte nicht ausreichten. Die Freiwilligen Feuerwehren in diesen Gebieten mussten ihre Technik noch per Hand zu den Brandstellen ziehen und waren daher oft ausgelaugt wenn sie am Brandort ankamen. Des Weiteren brauchten sie länger für die Anfahrt zum Einsatzort als die Kräfte der Berufsfeuerwehr, aufgrund derer besseren Technik und der ständigen Einsatzbereitschaft. Dies führte zu einer schlechten Moral und am Ende auch zur Auflösung der Vorortfeuerwehren. Bis 1924 bestanden noch die Vorortfeuerwehren Fermersleben, Cracau, Prester, Rothensee, Salbke und Westerhüsen. 1929 nur noch die Freiwillige Feuerwehr Prester.
Ein besonderer Einsatz war an der Hildebrandtschen Mühle im Jahr 1912.
Auf der Grundlage des Gesetzes über das Feuerlöschwesen vom 15. Dezember 1933 wurde aus der bisherigen noch eigenständigen Freiwilligen Feuerwehr Prester eine Einheitsfeuerwehr unter direkter Führung des städtischen Branddirektors. Die Feuerwehr wurde ein Löschzug der Feuerwehr Magdeburg und mit neuer Löschtechnik ausgerüstet. Erst 1959 wurde die Freiwillige Feuerwehr Prester neugegründet. Von 1933 bis 1935 gab es Planungen im Gebiet von Ostelbien eine Freiwillige Feuerwehr aufzubauen, welche aber nie realisiert wurde.
Ab 1950 wurde auf Grund einer Festlegung der DDR mit interessierten Bürgern der Aufbau von weiteren Freiwilligen Feuerwehren begonnen. 1952 wurde das bis dahin größte Dorf Deutschlands, Ottersleben, als Stadtteil Südwest eingemeindet. Seit dem Ende des Zweiten Weltkriegs gab es in Ottersleben keine Freiwillige Feuerwehr mehr. Das erst 1936 erbaute Feuerwehrhaus wurde bis dahin von der Kreislöschbereitschaft Wanzleben benutzt und diente dann der Berufsfeuerwehr Magdeburg als Ausbildungskommando. Die neugegründeten Freiwilligen Feuerwehren wurden mit neuer Technik ausgestattet und es wurden neue Feuerwehrhäuser in Südost 1974, Prester 1976, Diesdorf 1977 und Rothensee 1979 errichtet. In den 1960er Jahren entstanden die ersten Frauengruppen in den Freiwilligen Feuerwehren, die Aufgaben im Vorbeugenden Brandschutz übernahmen, aber auch als Führungskräfte, Maschinisten und aktiv im Einsatz tätig waren.

## Statistik
Das Einsatzgebiet der Feuerwehr Magdeburg umfasst rund 200 km² auf denen etwa 242.000 Einwohner leben und ein rund 1.100 km großes Straßennetz. Außerdem zählt zu den Einsatzgebieten die Elbe, die auf rund 21 km durch die Stadt fließt.
Die Einsatzkräfte der Feuerwehr Magdeburg rückten im Jahr 2018 zu 11.488 Einsätzen aus. Davon befanden sich 575 Bände unter den Alarmierungen, 5 Groß-, 46 Mittel-, 421 Kleinbrände und 103 Brände wurden vor der Ankunft der Einsatzkräfte bereits gelöscht. Außerdem musste die Feuerwehr zu 3.415 Technische Hilfeleistungen ausrücken. Die Anzahl der Fehlalarme betrug 1.413. Somit konnten 697 Personen bei den Einsätzen der Feuerwehren gerettet werden. Der Fachbereich Rettungsdienst rückte 2018 rund 6.355-mal aus.
Die Einsatzkräfte der Freiwilligen Feuerwehr und der Werkfeuerwehr kamen bei 538 Einsätzen mit zum Einsatz.

## Berufsfeuerwehr

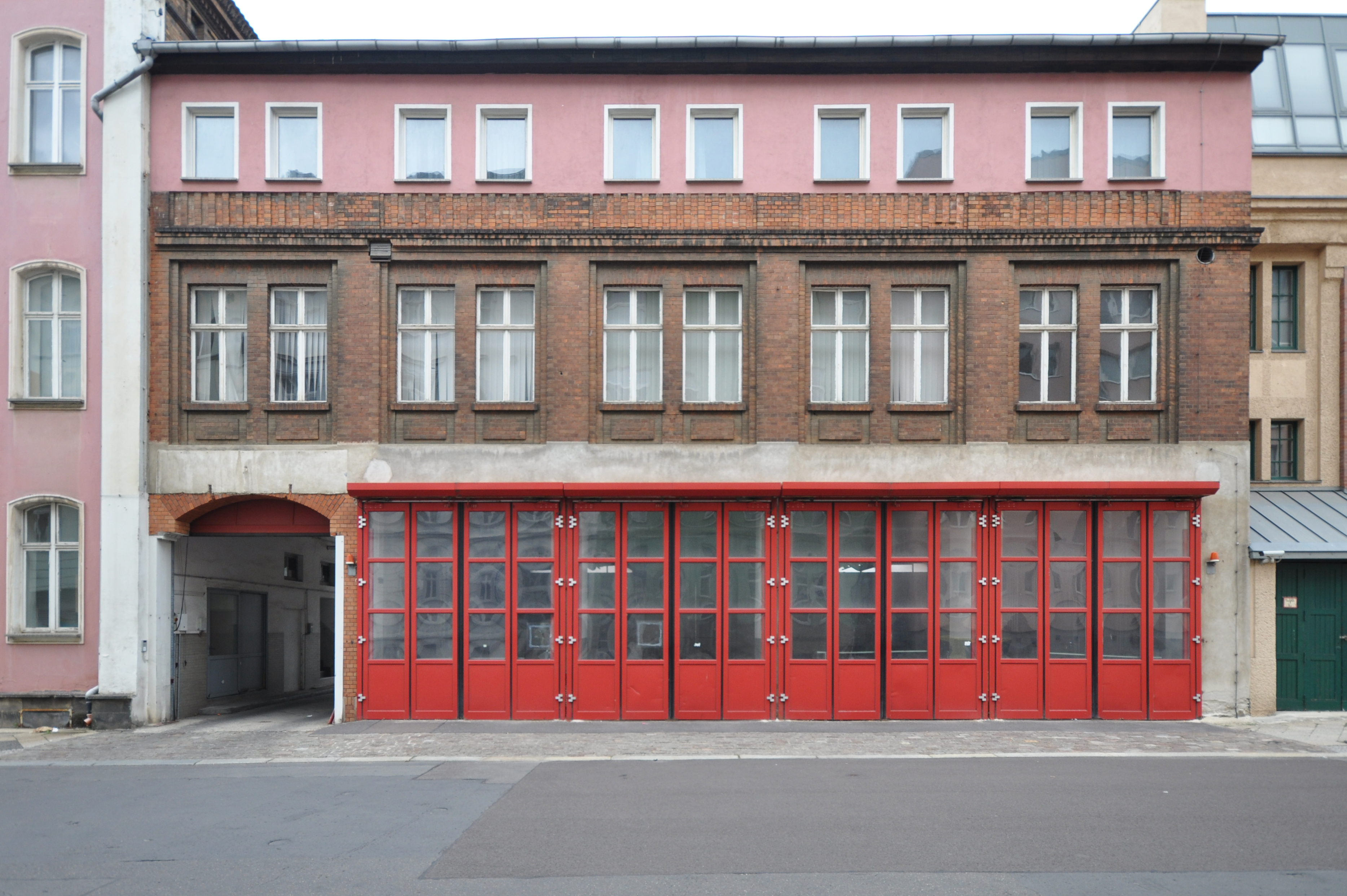
Ehemalige Feuerwache Mitte, heute Standort der Rettungswache

Die Berufsfeuerwehr betreibt insgesamt zwei Feuer- und Rettungswachen und eine weitere Rettungswache im Stadtgebiet.

### Feuerwache Nord
Die Feuerwache Nord an der Peter-Paul-Straße 12  wurde 2009 errichtet und führte somit die Einsatzkräfte der Wachen Neustadt und Mitte zusammen. Der Neubau des rund zehn Millionen Euro teuren Gebäudes bietet Platz für 30 Einsatzkräfte pro Schicht (insgesamt 140). Außerdem sind die 32 Mitarbeiter der Verwaltung dort untergebracht. Der Schulungsraum der Wache wird im Katastrophenfall auch als Führungsstabsraum genutzt.
Des Weiteren besitzt die Feuerwache Nord einen eigenen Fitnessraum, eigene Werkstattbereiche für die Tauchergruppe, den Chemieschutz, den Prüfdienst für Handfeuerlöscher, Steigleitungen und eine eigene Kfz-Reparatur.
In der Wache Nord sind zwei Löschgruppenfahrzeuge, zwei Drehleitern, ein Teleskopmastfahrzeug, ein Tanklöschfahrzeug, vier Einsatzleitwagen (darunter ein ELW 3), ein Wasserrettungsfahrzeug mit Rettungsboot und Mehrzweckboot, zwei Wechselladerfahrzeuge mit fünf Abrollcontainer, ein Dekontaminations-Lkw, zwei Gefahrgutfahrzeuge, mehrere Mannschaftstransportfahrzeuge, ein Fahrzeug der Tierrettung, ein Werkstattwagen und diverse weitere Kommandowagen, Rüstfahrzeuge und Mehrzweckfahrzeuge untergebracht.

### Feuerwache Süd
Das 2001 errichtete Gebäude der Feuerwache Süd, an der Ottersleber Chaussee , liegt im Süden Magdeburgs in direkter Nähe zum Flugplatz Magdeburg. Dieser Neubau war nötig, da sich der Einsatzschwerpunkt vom ehemaligen Industrie- und Wohngebiet Buckau in das südliche Stadtgebiet verlagerte. Außerdem bot die alte Wache in Buckau einige Raumdefizite. Insgesamt arbeiten rund 70 Feuerwehrmänner in drei Schichten in der Wache.
Ausgestattet ist sie mit eigenen Werkstätten, Bereitschafts-, Schulungs- und Büroräume, Fitnessraum, der Bekleidungskammer für Feuerwehrleute, Rettungssanitäter und Notärzte, der Schlauchwerkstatt, einer Solaranlage und einer Regenwasseraufbereitungsanlage. Außerdem befindet sich die zentrale Tankstelle für Feuerwehr- und Katastrophenschutzfahrzeuge in Magdeburg neben der Wache.
Zwei Löschgruppenfahrzeuge (davon eines als Reserve), eine Drehleiter, ein Tanklöschfahrzeug, ein Mannschaftstransportfahrzeug, zwei Wechselladerfahrzeuge mit diversen Abrollcontainern, zwei Logistikfahrzeuge und ein Rettungswagen (für übergewichtige Patienten) sind in der Wache Süd untergebracht. Zwischen dem 1. Juli 2013 und dem 4. Dezember 2015 war hier ein Rettungswagen des Malteser Hilfsdienstes stationiert.

### Integrierte Rettungsleitstelle
Die integrierte Rettungsleitstelle für Feuerwehr, Rettungsdienst und Katastrophenschutz befindet sich in der Brandenburger Straße  auf dem Innenhof der ehemaligen Feuerwache Mitte. Dort wurde 1997 ein Neubau für rund 4,5 Millionen Euro errichtet und blieb deshalb auch nach dem Umzug der Feuerwache Mitte in die Feuerwache Nord in der Brandenburger Straße.
Jährlich disponiert die Leitstelle über 50.000 Einsätze. Die Anzahl der Anrufe, die entgegengenommen werden, liegt natürlich deutlich höher.

## Freiwillige Feuerwehr

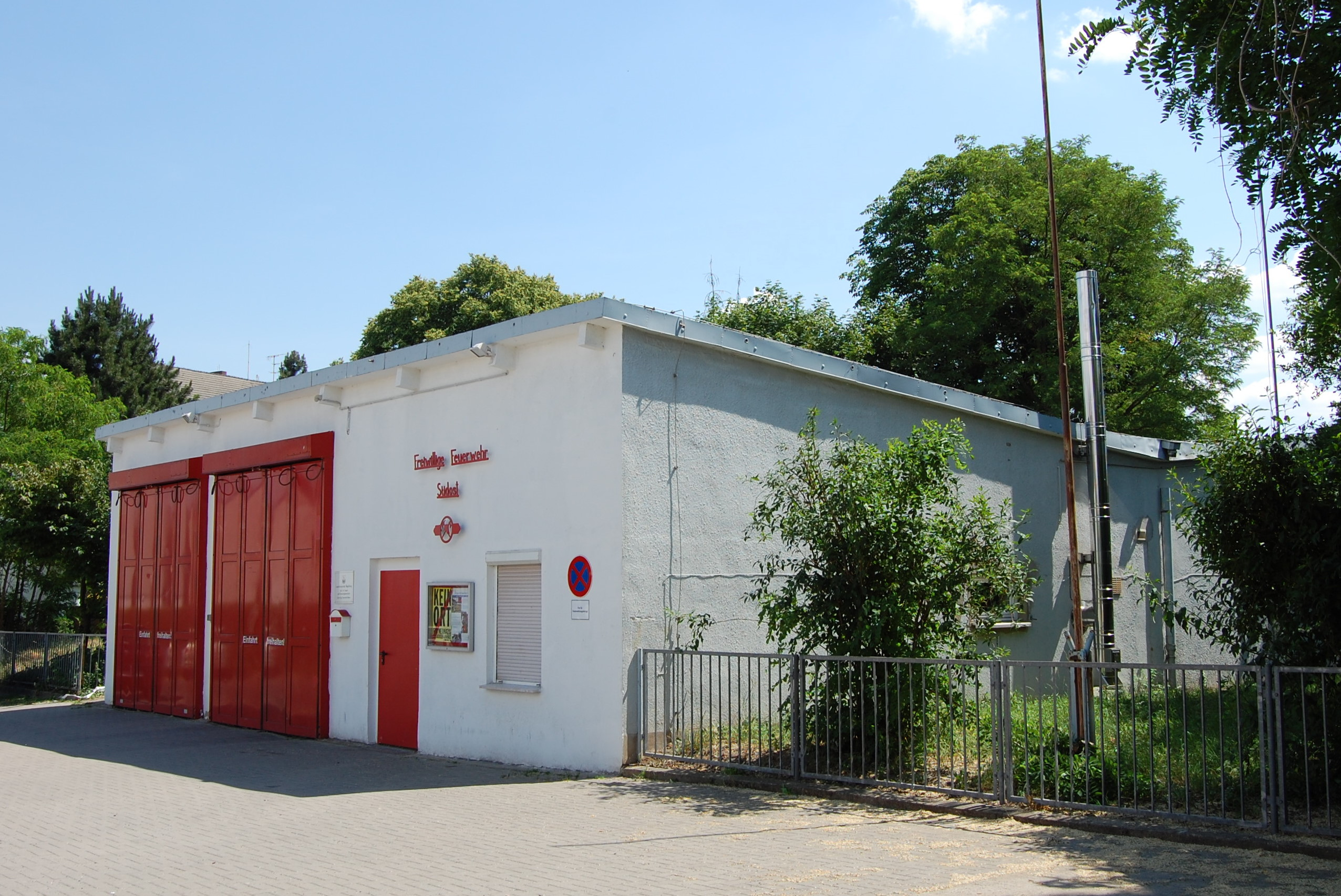
Feuerwehrhaus der Freiwilligen Feuerwehr Magdeburg Südost

Über das gesamte Gebiet der Stadt Magdeburg befinden sich zehn Standorte der Freiwilligen Feuerwehr verteilt. Über 250 ehrenamtliche Feuerwehrleute sorgen neben der Brandbekämpfung und den technischen Hilfeleistungen auch für Aus- und Fortbildungen, Öffentlichkeitsarbeit und Vereinsgestaltungen. Außerdem verfügten die Feuerwehren im Jahr 2013 über 59 Alters- und Ehrenmitglieder, 139 Jugend- und 75 Kinderfeuerwehrmitglieder.
Die zehn Freiwillige Feuerwehren (FF) in Magdeburg (Stand 2020):
- FF Beyendorf-Sohlen (21 aktive Feuerwehrleute)
- FF Calenberge (8 aktive Feuerwehrleute)
- FF Diesdorf (37 aktive Feuerwehrleute)
- FF Olvenstedt (39 aktive Feuerwehrleute)
- FF Ottersleben (38 aktive Feuerwehrleute)
- FF Pechau (10 aktive Feuerwehrleute)
- FF Prester (32 aktive Feuerwehrleute)
- FF Randau (29 aktive Feuerwehrleute)
- FF Rothensee (62 aktive Feuerwehrleute)
- FF Südost (24 aktive Feuerwehrleute)

## Werkfeuerwehr
Die Werkfeuerwehr der Enercon GmbH  wurde im Jahr 2008 ins Leben gerufen und dient der Sicherstellung des Brandschutzes auf dem Betriebsgelände. Sie unterhält 53 zum Teil fest angestellte und ehrenamtliche Mitglieder.

In den 1990er Jahren wurde zur Sicherstellung des Brandschutzes auf dem Flugplatz Magdeburg eine Betriebsfeuerwehr gegründet.

## Rettungsdienst
Neben den weiteren Hilfsorganisationen des Arbeiter-Samariter-Bund (ASB), der Johanniter-Unfall-Hilfe (JUH) und des Malteser Hilfsdienst (MHD) verfügt die Feuerwehr Magdeburg über eine Rettungswache in der ehemaligen Feuerwache Mitte. Bei jährlich etwa 6.000 Einsätzen setzt die Berufsfeuerwehr bis zu drei Rettungswagen (RTW) ein, wovon einer bei Bedarf besetzt wird.

## Katastrophenschutz
Neben der Freiwilligen Feuerwehr und der Berufsfeuerwehr sind die Hilfsorganisationen in den Katastrophenschutz der Landeshauptstadt Magdeburg eingebunden.
- Arbeiter-Samariter-Bund (ASB)
- Deutsche Lebens-Rettungs-Gesellschaft (DLRG)
- Deutsches Rotes Kreuz (DRK)
- Johanniter-Unfall-Hilfe (JUH)
- Malteser Hilfsdienst (MHD)

Die Aufgaben und aufzustellenden Formationen ergeben sich aus dem Aufstellungserlass Katastrophenschutz (AufstErlKatS) des Landes Sachsen-Anhalt.